# ئی‌مشینز
ئی‌مشینز (انگلیسی: EMachines) شرکت سخت‌افزار آمریکایی است، که در سال ۱۹۹۸ تأسیس شد.